# Милтаунпасс

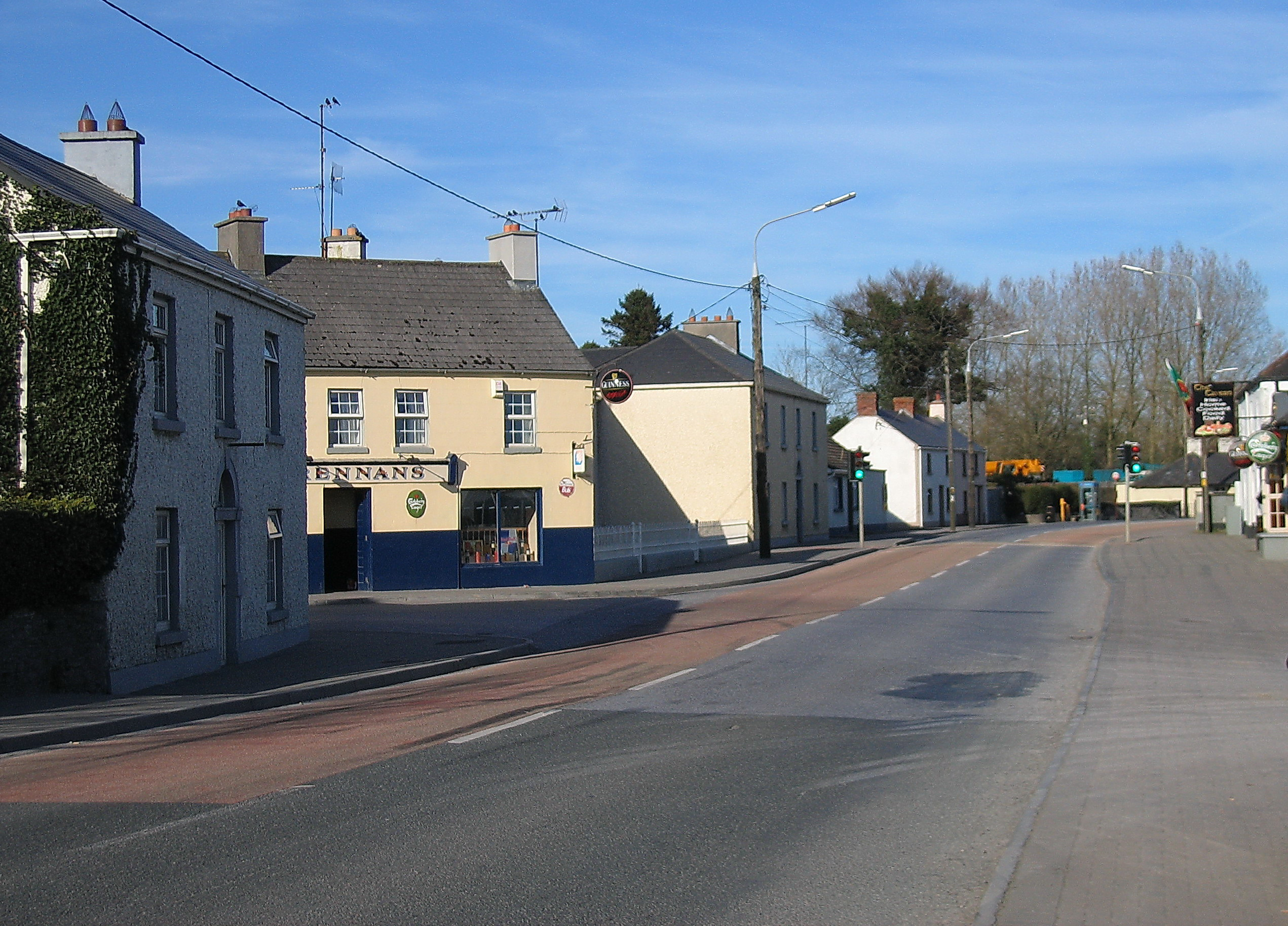

Милтаунпасс (англ. Milltownpass; ирл. Bealach Bhaile an Mhuileann) — деревня в Ирландии, находится в графстве Уэстмит (провинция Ленстер) у региональной дороги R446.